# Vol d'essai du Falcon Heavy
Le vol d'essai du Falcon Heavy (également connu sous le nom de mission de démonstration du Falcon Heavy) fut la première tentative de SpaceX de lancer une fusée Falcon Heavy, le 6 février 2018 à 20 h 45 UTC. Ce test réussi a introduit le Falcon Heavy comme la fusée la plus puissante en service à l'époque, produisant une poussée de 5 000 000 livres-force et disposant de plus du double de la capacité d'emport de la fusée suivante la plus puissante, la Delta IV Heavy de United Launch Alliance.

## Préparation
En avril 2011, SpaceX prévoyait un premier lancement du Falcon Heavy depuis la base aérienne de Vandenberg sur la côte Ouest en 2013,. Elle a réaménagé le complexe de lancement 4E à Vandenberg pour accueillir le Falcon 9 et le Falcon Heavy. Le premier lancement depuis le complexe de Cape Canaveral sur la côte Est était prévu pour fin 2013 ou 2014.
En partie à cause de l'échec de la mission SpaceX CRS-7 en juin 2015, SpaceX a reprogrammé en septembre 2015 le vol inaugural du Falcon Heavy pour une date postérieure à avril 2016, mais en février 2016, le lancement a de nouveau été reporté à la fin de l'année 2016. Le vol devait être lancé depuis le complexe 39A du centre spatial Kennedy, rénové à cet effet,.
En août 2016, le vol de démonstration a été déplacé au début de l'année 2017, puis à l'été 2017, ensuite à la fin de 2017 et finalement à janvier 2018.
Lors d'une réunion en juillet 2017 de la conférence sur la recherche et le développement de la Station spatiale internationale à Washington, D.C., le PDG de SpaceX, Elon Musk, a tempéré les attentes concernant le succès du vol inaugural :
Il y a de bonnes chances que le véhicule n'atteigne pas l'orbite. J'espère qu'il s'éloignera suffisamment de la rampe pour ne pas l'endommager. Honnêtement, je considérerais cela comme une réussite.
Musk a ajouté que les défis d'intégration et de structure liés à la combinaison de trois étages centraux de Falcon 9 s'étaient révélés beaucoup plus complexes que prévu,. Le plan initial prévoyait que les trois étages reviennent se poser sur Terre après le lancement.
En décembre 2017, Musk a tweeté que la charge fictive du vol inaugural de Falcon Heavy serait sa propre Tesla Roadster couleur cerise minuit, diffusant la chanson Life on Mars de David Bowie, et qu’elle serait lancée sur une orbite autour du Soleil s’étendant jusqu’à celle de Mars,. Il a publié des photos dans les jours suivants. La voiture embarquait trois caméras fournissant des « vues épiques ».
Le 28 décembre 2017, la Falcon Heavy a été déplacée sur son pas de tir en vue d’un essai statique de ses 27 moteurs, prévu pour le 19 janvier 2018. Cependant, en raison du shutdown du gouvernement américain commencé le 20 janvier, les essais et le lancement ont été de nouveau retardés.
Le test statique a finalement eu lieu le 24 janvier 2018,. Musk a confirmé sur Twitter que le test s’était « bien passé » et a annoncé que le lancement aurait lieu environ une semaine plus tard.

## Aperçu de la mission
La mission constituait le vol d’essai du lanceur Falcon Heavy, destiné à démontrer les capacités de la fusée tout en collectant des données télémétriques tout au long du vol.

### Charge utile
La charge utile factice pour ce vol d’essai était une voiture de sport, une Tesla Roadster, appartenant à Elon Musk. SpaceX a déclaré que la charge utile devait être « quelque chose d’amusant et sans valeur sentimentale irremplaçable ». Assis au volant de la Roadster se trouve « Starman », un mannequin astronaute vêtu d’une combinaison spatiale SpaceX. Il a la main droite sur le volant et le coude gauche posé sur le rebord de la fenêtre ouverte. Starman tire son nom de la chanson de David Bowie, "Starman". Le système audio de la voiture diffusait en boucle les chansons symboliques de Bowie "Space Oddity" et "Life on Mars?",.
Elle a été lancée avec une vitesse suffisante pour s’échapper de l’attraction terrestre et entrer en orbite elliptique autour du Soleil croisant l’orbite de Mars, atteignant un aphélie (distance maximale du Soleil) de 1,66 UA,. Durant la première phase du voyage, elle a servi de dispositif de diffusion vidéo, envoyant des images vers la Terre pendant environ quatre heures. La Roadster reste attachée à l’étage supérieur.
Cette démonstration a fait de la Roadster la première voiture de série envoyée dans l’espace. Trois rovers lunaires avaient déjà été envoyés dans l’espace lors des missions Apollo 15, 16 et 17 dans les années 1970, mais ceux-ci ont été laissés sur la Lune. La Roadster est l’un des deux anciens véhicules habités (bien que non spatial) errants en orbite solaire, avec l’étage d’ascension du LM-4 « Snoopy » de la mission Apollo 10,.
Elle contenait également l’Arch Mission 1.2, un disque en cristal contenant la série de romans Fondation d’Isaac Asimov, intégré à la Roadster.
Une copie du roman de Douglas Adams Le Guide du voyageur galactique se trouvait dans la boîte à gants, accompagnée de références au livre telles qu’une serviette et un panneau sur le tableau de bord portant l’inscription « Don't Panic! »,,. Une miniature Hot Wheels de la Roadster avec un Starman miniature était fixée au tableau de bord. Une plaque portant les noms des employés ayant travaillé sur le projet se trouve sous la voiture, et un message gravé sur le circuit imprimé du véhicule indique : « Made on Earth by humans » (« Fabriqué sur Terre par les humains »).

### Configuration de la fusée
Falcon Heavy a volé dans sa configuration réutilisable, permettant l’atterrissage des deux propulseurs latéraux ainsi que du cœur central.
Les propulseurs latéraux consistaient en deux premiers étages de Falcon 9 déjà utilisés, réutilisés respectivement lors de la mission CRS-9 en juillet 2016 et du lancement Thaicom 8 en mai 2016.
Le cœur central était neuf car il doit supporter des forces plus importantes pendant l’ascension, ce qui empêche l’utilisation d’un premier étage classique.
Le second étage était identique à celui d’un Falcon 9,,.
Les propulseurs latéraux équipés d’une coiffe ont des propriétés aérodynamiques différentes des propulseurs Falcon 9 habituels avec un inter-étage cylindrique.
Pour cette raison, SpaceX les a équipés de grandes grilles de gouverne (grid fins) en titane, plus robustes, afin de guider précisément la descente dans l’atmosphère.
Le cœur central, cependant, utilisait toujours des grilles de gouverne classiques en aluminium, car ses propriétés aérodynamiques sont très similaires à celles d’un premier étage Falcon 9 classique.
La Roadster était fixée au deuxième étage grâce à un adaptateur de charge utile sur mesure, et encapsulée dans une coiffe conventionnelle.
Falcon Heavy peut également lancer des capsules Dragon sans coiffe.
| Étage          | Propulseur | Version              | Numéro du vol précédent | Date du vol précédent | Délai de réutilisation | Charge utile précédente | Résultat de l'atterrissage | Statut                |
| -------------- | ---------- | -------------------- | ----------------------- | --------------------- | ---------------------- | ----------------------- | -------------------------- | --------------------- |
| 1er (latéral)  | B1023.2 ♺  | Full Thrust          | F9-025                  | 27 mai 2016           | 1 an, 8 mois, 10 jours | Thaicom 8               | Succès                     | Retiré                |
| 1er (central)  | B1033.1    | Cœur du Falcon Heavy | —                       | —                     | —                      | —                       | Échec                      | Détruit               |
| 1er (latéral)  | B1025.2 ♺  | Full Thrust          | F9-027                  | 18 juillet 2016       | 1 an, 6 mois, 19 jours | Dragon CRS-9            | Succès                     | Retiré                |
| 2e (supérieur) | —          | FT Vacuum Stage      | —                       | —                     | —                      | —                       | —                          | Orbite héliocentrique |

### Objectifs
Le vol inaugural de la Falcon Heavy visait à accomplir au moins plusieurs des objectifs suivants :  
- lancer la Falcon Heavy depuis l’aire de lancement à travers l’atmosphère, y compris la phase de vol à pression dynamique maximale (Max Q) ;
- séparer les propulseurs latéraux du corps central du premier étage et du deuxième étage ;
- faire revenir les deux propulseurs latéraux au Cap Canaveral et les faire atterrir simultanément sur les zones d’atterrissage 1 et 2 ;
- séparer le propulseur central et allumer le deuxième étage pour une insertion en orbite ;
- faire atterrir le propulseur central du premier étage sur un drone maritime autonome nommé Of Course I Still Love You, dans l’océan Atlantique ;
- rallumer le deuxième étage en orbite à l’intérieur des ceintures de Van Allen pendant plusieurs heures afin de démontrer sa résistance aux radiations ;
- rallumer à nouveau le deuxième étage pour placer la charge utile en orbite héliocentrique, démontrant ainsi une durée de vie du deuxième étage compatible avec une insertion en orbite géostationnaire[52].

L’objectif d’inclure la Roadster dans ce vol inaugural était de démontrer que la Falcon Heavy pouvait lancer des charges utiles jusqu’à l’orbite de Mars. Elle a même dépassé cette trajectoire prévue, atteignant une aphélie proche de la ceinture d'astéroïdes au-delà de Mars (avec un périhélie au niveau de l’orbite terrestre), mais elle n’a pas testé ni démontré la séparation du deuxième étage et d’une charge utile.

## Chronologie du vol
Après un retard de plus de deux heures dû à des vents violents, le lancement a eu lieu à 15h45 EST (20h45 UTC) depuis le complexe de lancement 39A du Centre spatial Kennedy à Cap Canaveral, en Floride ; la Roadster a été placée avec succès sur son orbite, et ses deux propulseurs latéraux sont revenus atterrir aux zones d’atterrissage 1 et 2 quelques minutes plus tard. Le seul objectif non atteint fut l'atterrissage du propulseur central ; bien que son sort ait été initialement incertain en raison d’une perte de signal et d’un panache de fumée dense, Musk a confirmé plusieurs heures après le lancement que le propulseur n’avait pas survécu à la tentative de récupération.
Deux des trois moteurs nécessaires à l’atterrissage n’ayant pas pu se rallumer, le propulseur a percuté la mer à une vitesse d’environ 500 km/h, à 100 mètres (300 pi) du drone maritime.
La dernière poussée de transfert de l'étage supérieur vers une orbite solaire a permis d'atteindre une trajectoire dépassant l’orbite de Mars au point le plus éloigné du Soleil,.
Étant donné le succès du lancement, la plupart des événements prévus se sont déroulés aux moments programmés. Toutefois, comme la poussée d’atterrissage du cœur central n’a pas été effectuée correctement, l’heure exacte de la tentative d’atterrissage n’est pas connue.
La chronologie de la mission était la suivante (toutes les heures sont approximatives) :
| Heure de début | Heure de fin | Événement                                                            |
| -------------- | ------------ | -------------------------------------------------------------------- |
| T−01:28:00     |              | Décision « go/no go » pour le remplissage de propergol.              |
| T−01:25:00     |              | Début du remplissage en kérosène RP-1.                               |
| T−00:45:00     |              | Début du remplissage en oxygène liquide.                             |
| T−00:07:00     |              | Début du refroidissement des moteurs.                                |
| T−00:01:00     |              | Début des vérifications pré-lancement.                               |
| T−00:01:00     |              | Pressurisation des réservoirs pour le vol.                           |
| T−00:00:45     |              | Décision finale « go/no go » pour le lancement.                      |
| T−00:00:05     |              | Allumage des propulseurs latéraux.                                   |
| T−00:00:03     |              | Allumage du propulseur central.                                      |
| T−00:00:00     |              | Décollage.                                                           |
| T+00:00:40     |              | Réduction de poussée des propulseurs latéraux.                       |
| T+00:01:06     |              | Passage au point de contrainte aérodynamique maximale (Max-Q).       |
| ~T+00:01:10    |              | Remise à pleine poussée des propulseurs latéraux.                    |
| ~T+00:02:10    |              | Nouvelle réduction de poussée des propulseurs latéraux.              |
| T+00:02:29     |              | Arrêt des moteurs des propulseurs (BECO).                            |
| T+00:02:33     |              | Séparation des propulseurs latéraux du cœur central.                 |
| T+00:02:50     |              | Début de la manœuvre de retour des propulseurs latéraux (boostback). |
| T+00:03:04     |              | Arrêt du moteur principal du cœur central (MECO).                    |
| T+00:03:07     |              | Séparation du cœur central et du second étage.                       |
| T+00:03:15     |              | Allumage du moteur du second étage.                                  |
| T+00:03:24     |              | Début de la manœuvre de retour du cœur central.                      |
| T+00:03:49     |              | Séparation de la coiffe.                                             |
| T+00:06:41     |              | Début de la rentrée atmosphérique des propulseurs latéraux.          |
| T+00:06:47     |              | Début de la rentrée atmosphérique du cœur central.                   |
| T+00:07:58     |              | Atterrissage des propulseurs latéraux.                               |
| T+00:08:19     |              | Échec de l’atterrissage du cœur central.                             |
| T+00:08:31     |              | Arrêt du moteur du second étage (SECO).                              |
| T+00:28:22     | T+00:28:52   | Redémarrage du moteur du second étage.                               |
| T+00:28:52     | T+06:00:00   | Expérience de 6 heures dans les ceintures de radiation de Van Allen. |
| T+06:00:00     |              | Troisième redémarrage du moteur du second étage.                     |

## Résultats

### Lancement

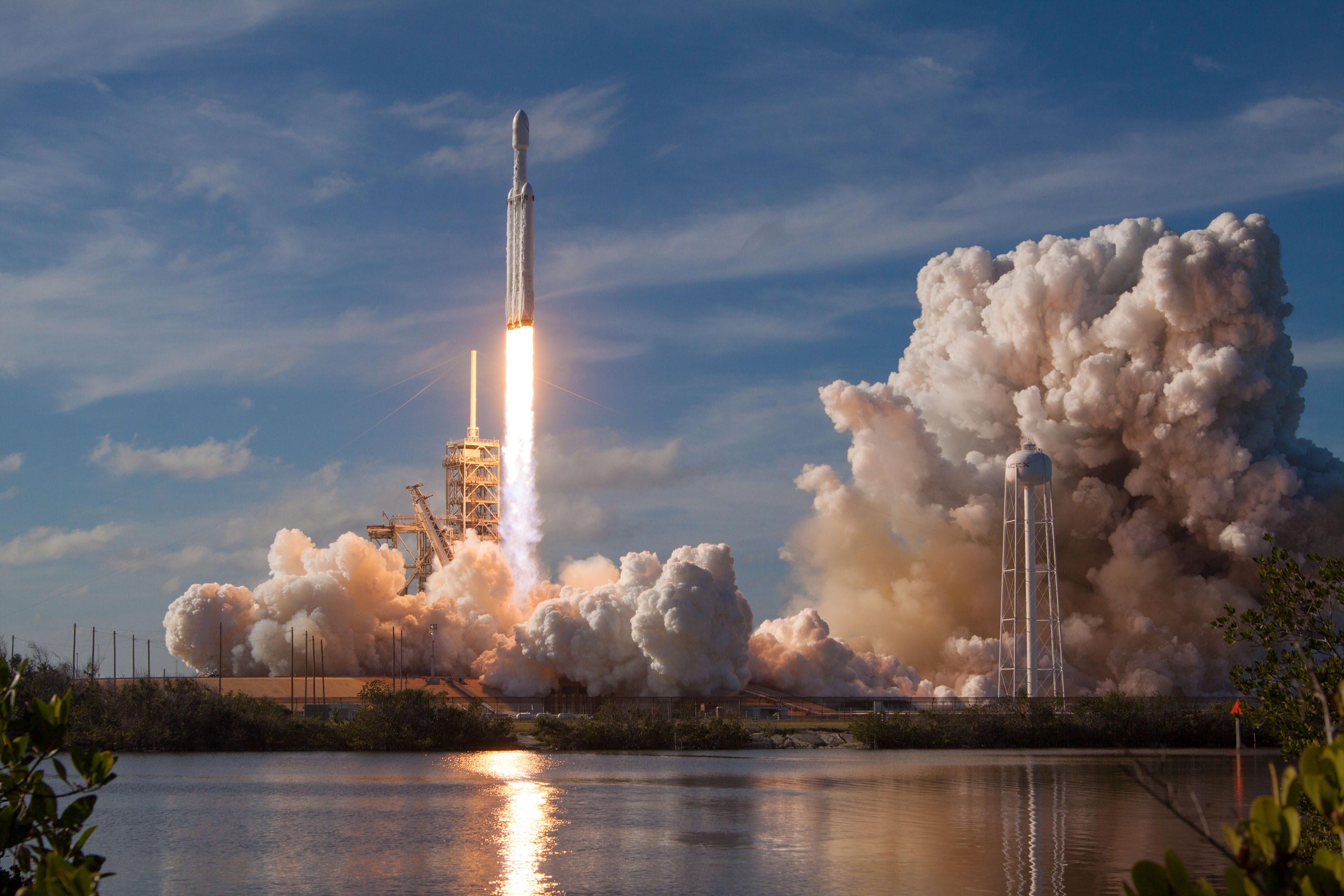
Lancement depuis le Centre spatial Kennedy.

Bien qu’Elon Musk ait publiquement déclaré qu’il y avait une chance sur deux de succès, la fusée a fonctionné normalement et a été lancée comme prévu, suivie par la séparation nominale des propulseurs latéraux (premier étage), puis peu après, du propulseur central (deuxième étage). Des données télémétriques précieuses sur les performances du système de lancement et de ses composants ont été obtenues pour toutes les phases du vol d'essai.

### Propulseurs

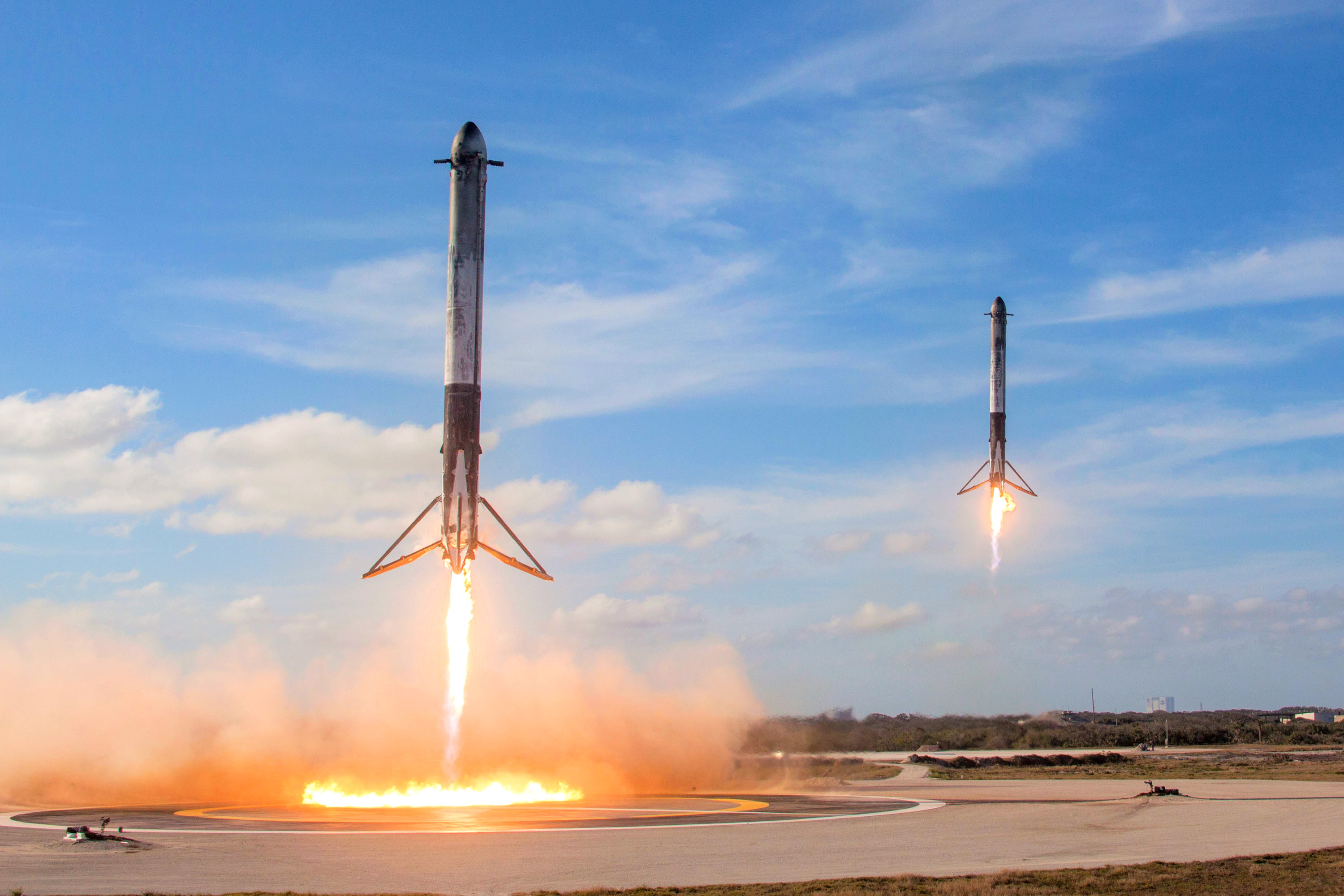
Les deux propulseurs atterrissant sur LZ-1 et LZ-2 à Cap Canaveral.

Les deux propulseurs latéraux ont atterri avec succès presque simultanément sur la terre ferme aux zones d’atterrissage 1 et 2 de la Base de lancement de Cap Canaveral. Comme ces propulseurs provenaient d’une ancienne génération du Falcon 9, SpaceX a exclu d’utiliser leurs principales composantes pour une troisième mission. Toutefois, en raison du coût élevé et du long processus de fabrication des grilles d’orientation (grid fins), ces dernières ont été réutilisées lors de vols ultérieurs.

### Propulseur central
Le propulseur central a tenté de revenir atterrir sur le drone autonome de récupération de lanceur « Of Course I Still Love You », mais deux des trois moteurs n'ont pas pu s’allumer lors de la phase de freinage. Le propulseur s’est écrasé dans l’océan à environ 100 mètres du navire à une vitesse d’environ 500 km/h, causant des dommages à deux des propulseurs de positionnement du drone.
D’après Elon Musk lors de la conférence post-vol, le propulseur central avait épuisé sa réserve de fluide d’allumage TEA-TEB (triéthylaluminium et triéthylborane). Musk a ensuite déclaré que la solution au problème était « assez évidente », ce qui a conduit à penser que SpaceX allait simplement emporter davantage de fluide d’allumage pour les futures missions.
Étant donné que SpaceX était en train d’abandonner les modèles Block 3 au profit du matériel Block 5 pour les lancements suivants de Falcon 9, la perte du propulseur central de type Block 3 n’a eu aucun impact sur les opérations futures.

### Dernier étage

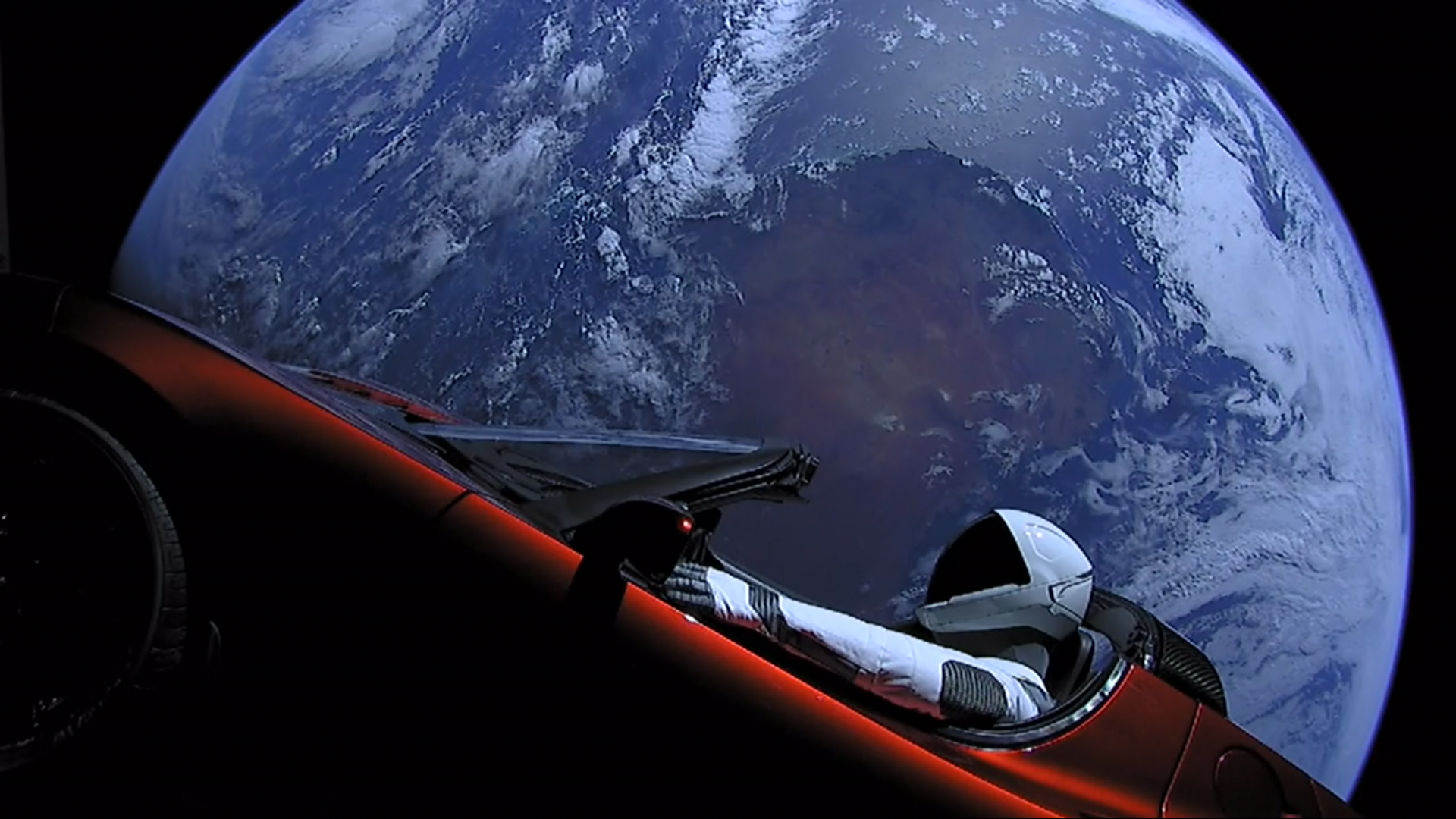
Starman assis dans la Roadster au-dessus de l’Australie.

Le deuxième étage a allumé ses moteurs à trois reprises avant de placer la charge utile fictive sur une orbite héliocentrique avec un aphélie de 1,66 UA, au-delà de Mars. La charge utile suit une orbite d’une période de 1,53 an. Les quatre premières heures du vol ont été retransmises en direct sur YouTube. La dernière image rendue publique a été prise après l’épuisement du carburant du deuxième étage et montrait Starman s’éloignant de la Terre.
Les batteries étaient conçues pour durer environ 12 heures. La NASA a ajouté le deuxième étage à sa base de données des objets du système solaire, et aucune rencontre rapprochée avec la Terre n’est prévue avant 2091.

## Réactions

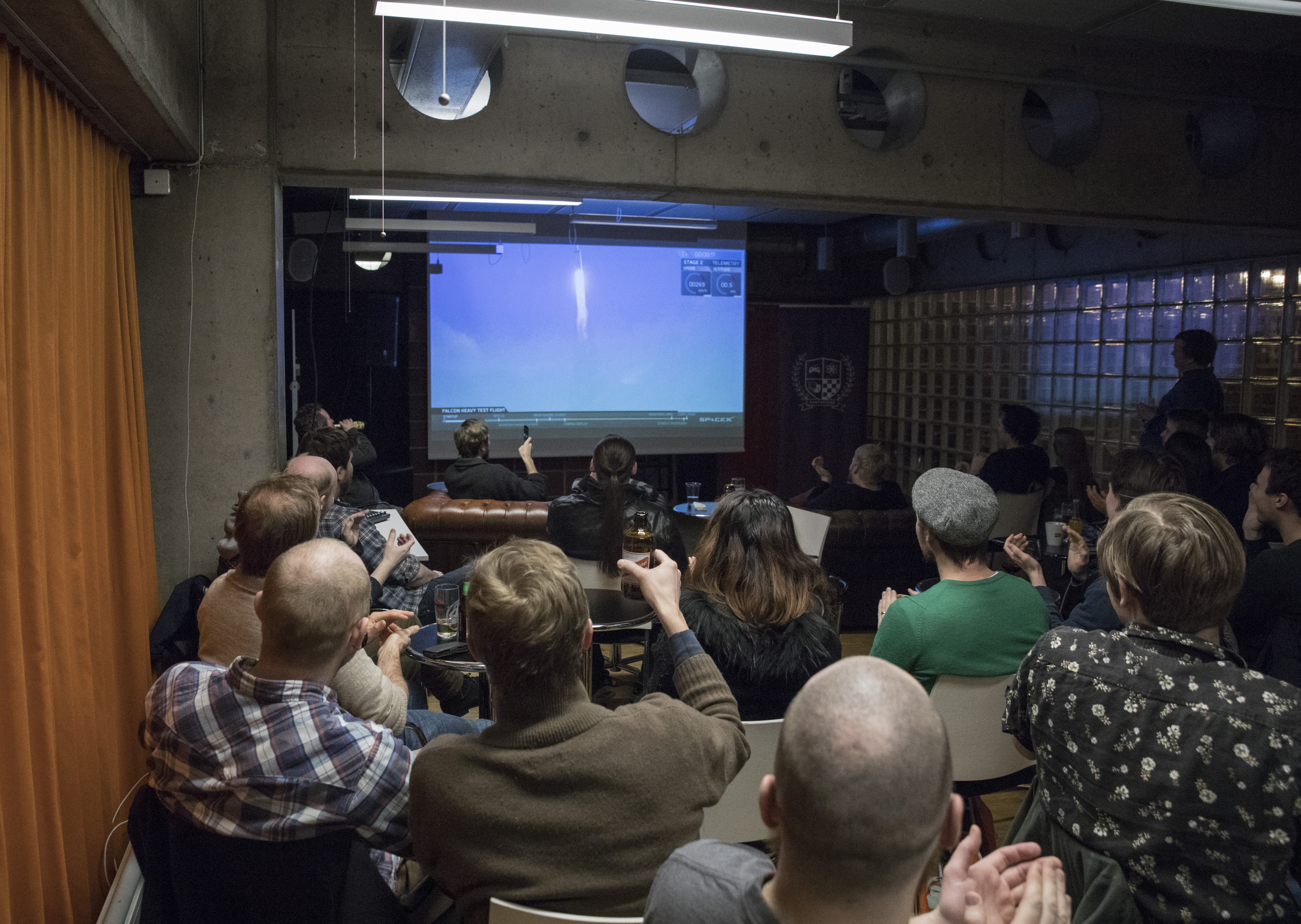
Soirée de visionnage suivant le flux en direct du premier lancement du Falcon Heavy.

Le vol d’essai a été un événement viral, attirant une large couverture médiatique et une attention mondiale,,,, et est devenu le sujet de nombreux mèmes Internet et parodies,, Avec plus de 2,3 millions de spectateurs ayant suivi le lancement en direct, la diffusion en ligne du vol d’essai du Falcon Heavy a été à l’époque la deuxième diffusion en direct la plus regardée sur YouTube. Environ 100 000 personnes ont assisté au lancement depuis Cape Canaveral.
Ce lancement a remporté à la fois le prix SpaceNews et le prix du choix des lecteurs du Breakthrough of the Year en 2018 et a inspiré les passionnés de technologie ainsi que des start-ups à rendre hommage au Falcon Heavy et à sa charge utile.
Le président des États-Unis Donald Trump a tweeté.
Félicitations à @ElonMusk et @SpaceX pour le lancement réussi du #FalconHeavy. Cette réussite, avec les partenaires commerciaux et internationaux de la @NASA, continue de démontrer le meilleur de l'ingéniosité américaine !
L’ancienne administratrice adjointe de la NASA, Lori Garver, a préconisé l’annulation du programme Space Launch System à la suite du succès de cette démonstration. Le président de l’Organisation indienne de recherche spatiale, K. Sivan, a félicité Musk et qualifié le lancement de « bond quantique dans la technologie spatiale ».
Plus tard, Elon Musk a publié une vidéo mettant en avant le vol et remerciant ses fans,.
La vie ne peut pas consister seulement à résoudre un problème triste après l’autre. Il faut des choses qui vous inspirent, qui vous donnent envie de vous lever le matin et de faire partie de l’humanité. C’est pour cela que nous l’avons fait. Nous l’avons fait pour vous.

## Galerie

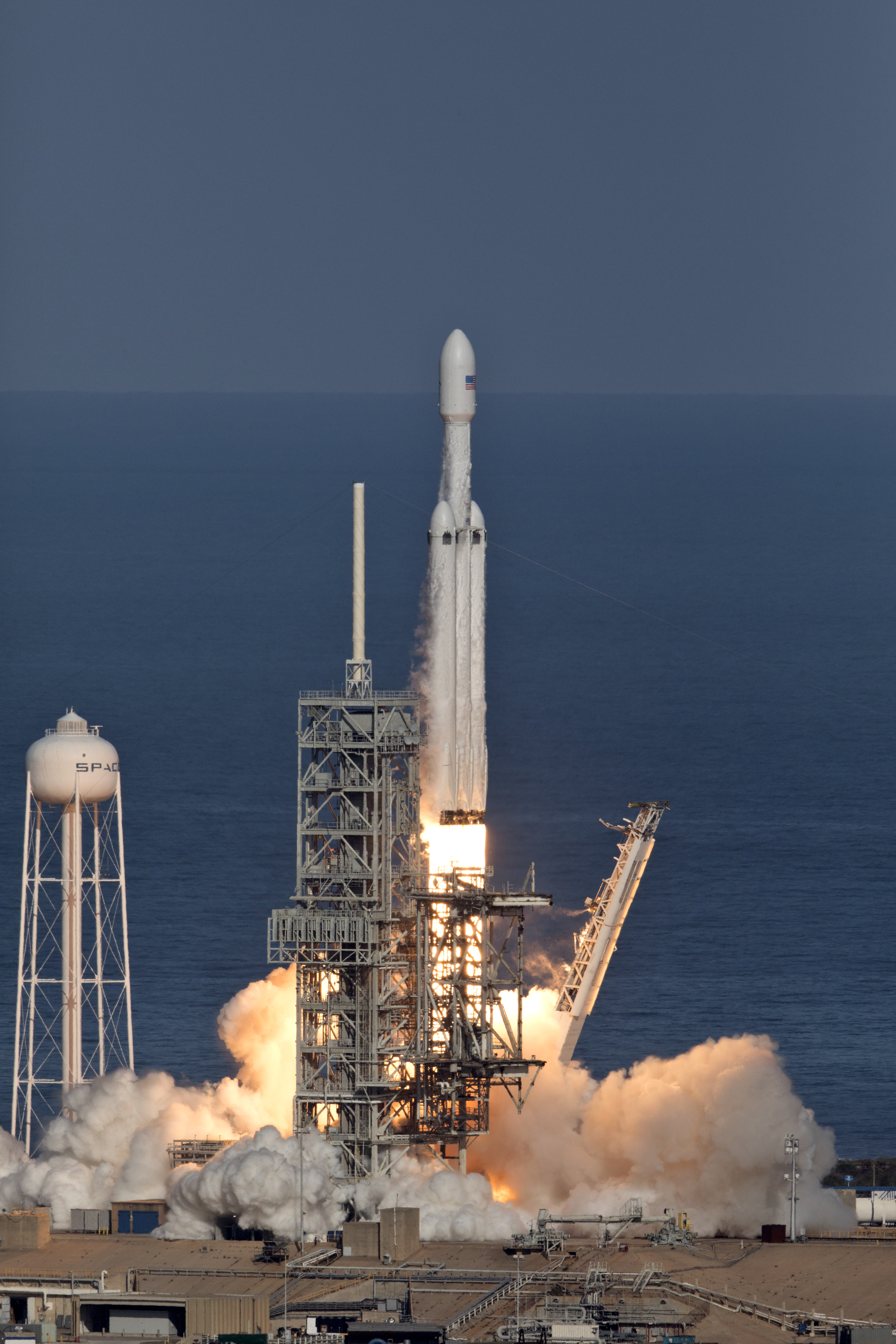
Premier lancement du Falcon Heavy.
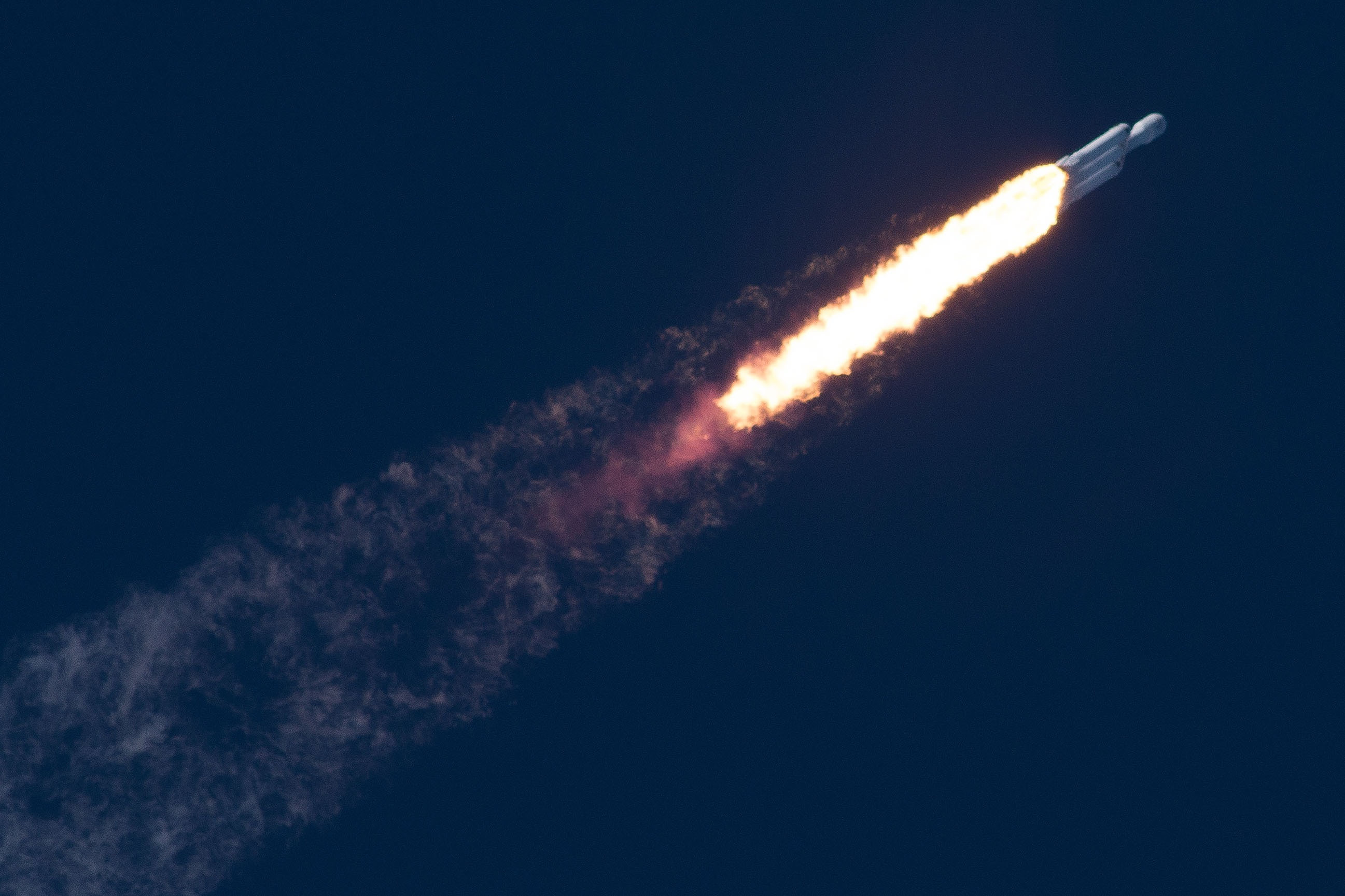
Ascension du Falcon Heavy.
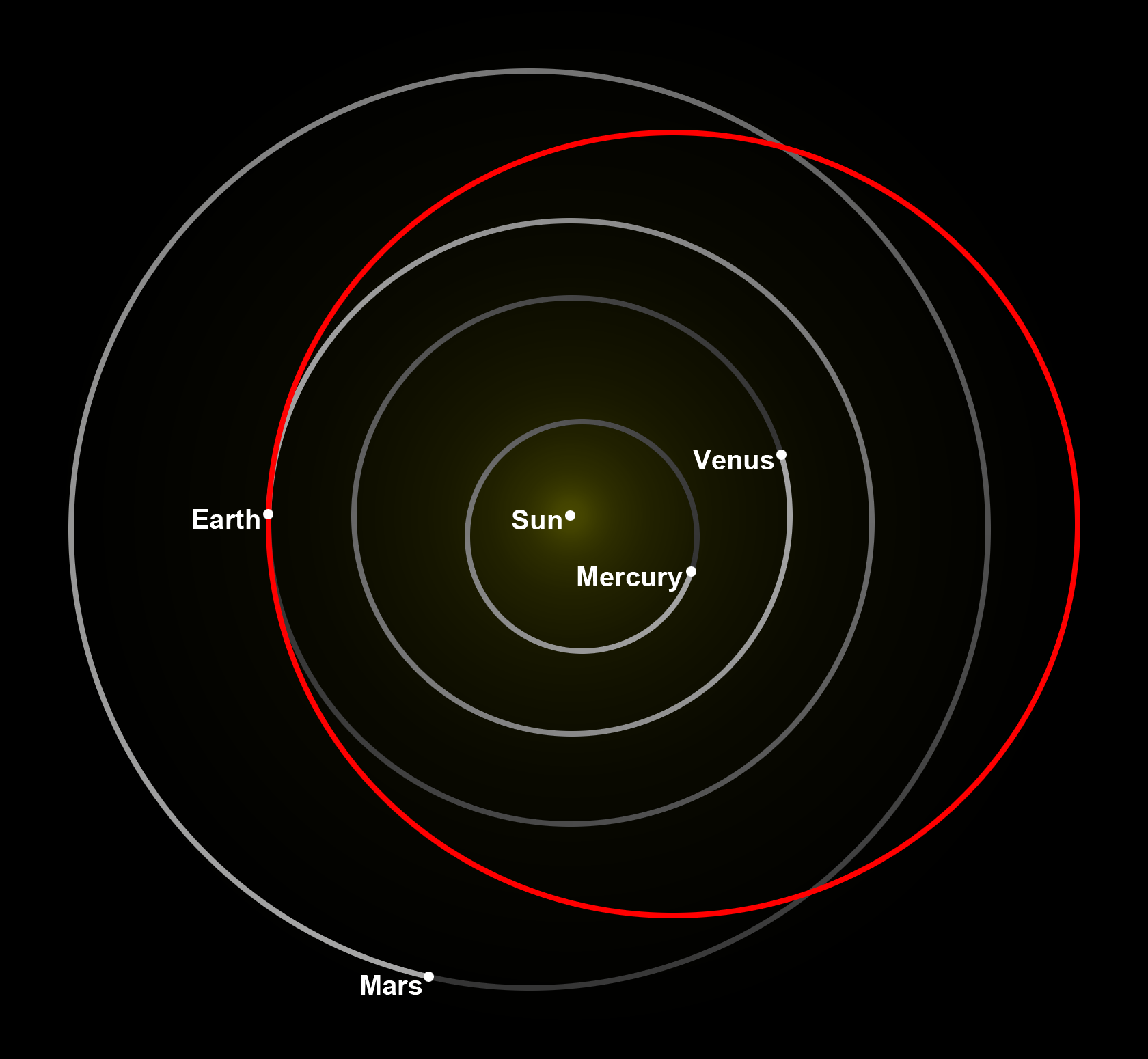
Trajectoire orbitale elliptique prévue autour de Mars.
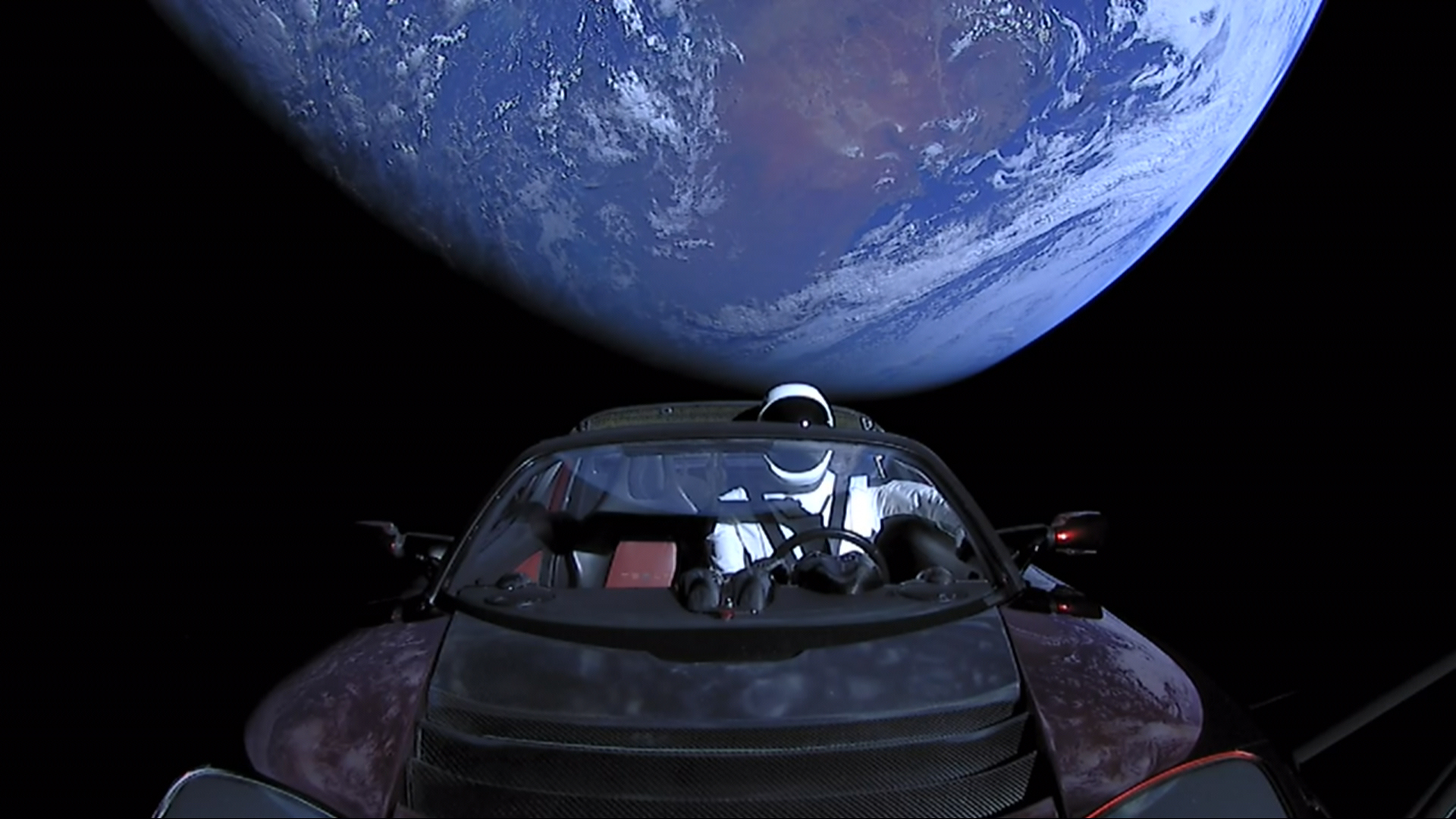
La Tesla Roadster avec Starman en orbite.